# Bay Park
Bay Park – jednostka osadnicza w Stanach Zjednoczonych, w stanie Nowy Jork, w hrabstwie Nassau.